# Rouvroy-Ripont
Rouvroy-Ripont és un municipi francès, situat al departament del Marne i a la regió del Gran Est. L'any 2007 tenia 9 habitants.

## Demografia

### Població
El 2007 la població de fet de Rouvroy-Ripont era de 9 persones. Totes les 6 famílies que hi havia eren unipersonals (6 homes vivint sols).
La població ha evolucionat segons el següent gràfic:
Habitants censats

### Habitatges
El 2007 hi havia 8 habitatges, 6 eren l'habitatge principal de la família, 1 era una segona residència i 1 estava desocupat. Tots els 8 habitatges eren cases. Tots els 6 habitatges principals que hi havia estaven ocupats pels seus propietaris; 3 tenien tres cambres, 1 en tenia quatre i 1 en tenien cinc o més. 6 habitatges disposaven pel capbaix d'una plaça de pàrquing. A 3 habitatges hi havia un automòbil i a 3 n'hi havia dos o més.

## Economia
Totes les 6 persones en edat de treballar el 2007 eren actives. De les 6 persones actives 4 estaven ocupades (3 homes i 1 dona) i 1 aturada (1 dona i 1 dona)

## Poblacions més properes
El següent diagrama mostra les poblacions més properes.